# Project Startarchitectuur
Project Startarchitectuur (PSA) is een stuurmiddel (in de vorm van een document) dat als toevoeging gebruikt kan worden binnen een ICT-projectmanagementmethodiek, zoals PRINCE2. Het is onderdeel van DYA (DYnamic Architecture), een methode van Sogeti waarmee het architectuurbeheerproces wordt ingebed.

## Doel
Met de PSA wordt een concreet en doelgericht ICT-architectuurkader opgesteld, waarbinnen het project moet worden uitgevoerd. Dit voor de drie belangrijkste architectuuraspecten: business, informatie en techniek. De PSA geeft niet de letterlijke architectuur van de oplossing ('solution architecture'), maar schept vooraf de kaders waarbinnen de projectmatige totstandkoming ervan zich moet begeven. De bedoeling is dat door de toepassing van de PSA het ICT-project wordt versneld.
De PSA kan gedurende het project transformeren tot een Product Architectuur document, dat uiteindelijk als oplevering vanuit het project naar de beheerorganisatie kan worden overgedragen.